# Чен, Джейн
Джейн Мэри Чен (англ. Jane Marie Chen; 5 декабря 1978) — американская предпринимательница, соосновательница компаний Embrace Innovations и Embrace, производящих медицинское оборудование, действующий исполнительный директор Embrace Innovations.

## Биография
Джейн Чен, американка тайваньского происхождения, родилась в 1978 году. Школьное образование получила в Апленде, Калифорния, после обучалась в Колледже Помона, Гарварде и Стэнфорде. Работала в сфере здравоохранения в развивающихся странах, сотрудничая с некоммерческими организациями, включая фонд Клинтона.
Во время обучения в Стэнфорде группа студентов, включающая Чен, Рахула Паникера, Линуса Лиана и Нагананда Мурти, по заданию преподавателя занимались разработкой детского инкубатора, пригодного для использования в бедных районах развивающихся стран. Разработанный инкубатор был прост в использовании, мог работать без электричества и имел гораздо меньшую цену, чем существующие на рынке аналоги. Через год команда открыла компанию Embrace, позже — Embrace Innovation. Первая — некоммерческая организация, безвозмездно снабжающая инкубаторами клиники наиболее бедных районов, вторая — коммерческая организация социального предпринимательства — продаёт их тем клиникам, которые могут себе это позволить, и перечисляет часть доходов в Embrace. С момента основания Embrace Innovations в 2012 году Чен является исполнительным директором компании.
В 2013 году Фонд социального предпринимательства Шваба назвал Чен одним из социальных предпринимателей года, журнал Forbes включил её в число 30 главных социальных предпринимателей мира.